# Baunatal
Baunatal é um município da Alemanha, situado no distrito de Kassel, no estado de Hesse. Tem 38,27 km² de área, e sua população em 2019 foi estimada em 27.755 habitantes.